# Rupkite
Rupkite (bulgariska: Рупките) är ett distrikt i Bulgarien.   Det ligger i kommunen Obsjtina Tjirpan och regionen Stara Zagora, i den centrala delen av landet, 170 km öster om huvudstaden Sofia.
Trakten runt Rupkite består till största delen av jordbruksmark. Runt Rupkite är det ganska glesbefolkat, med 48 invånare per kvadratkilometer.